# Otto Bruenauer

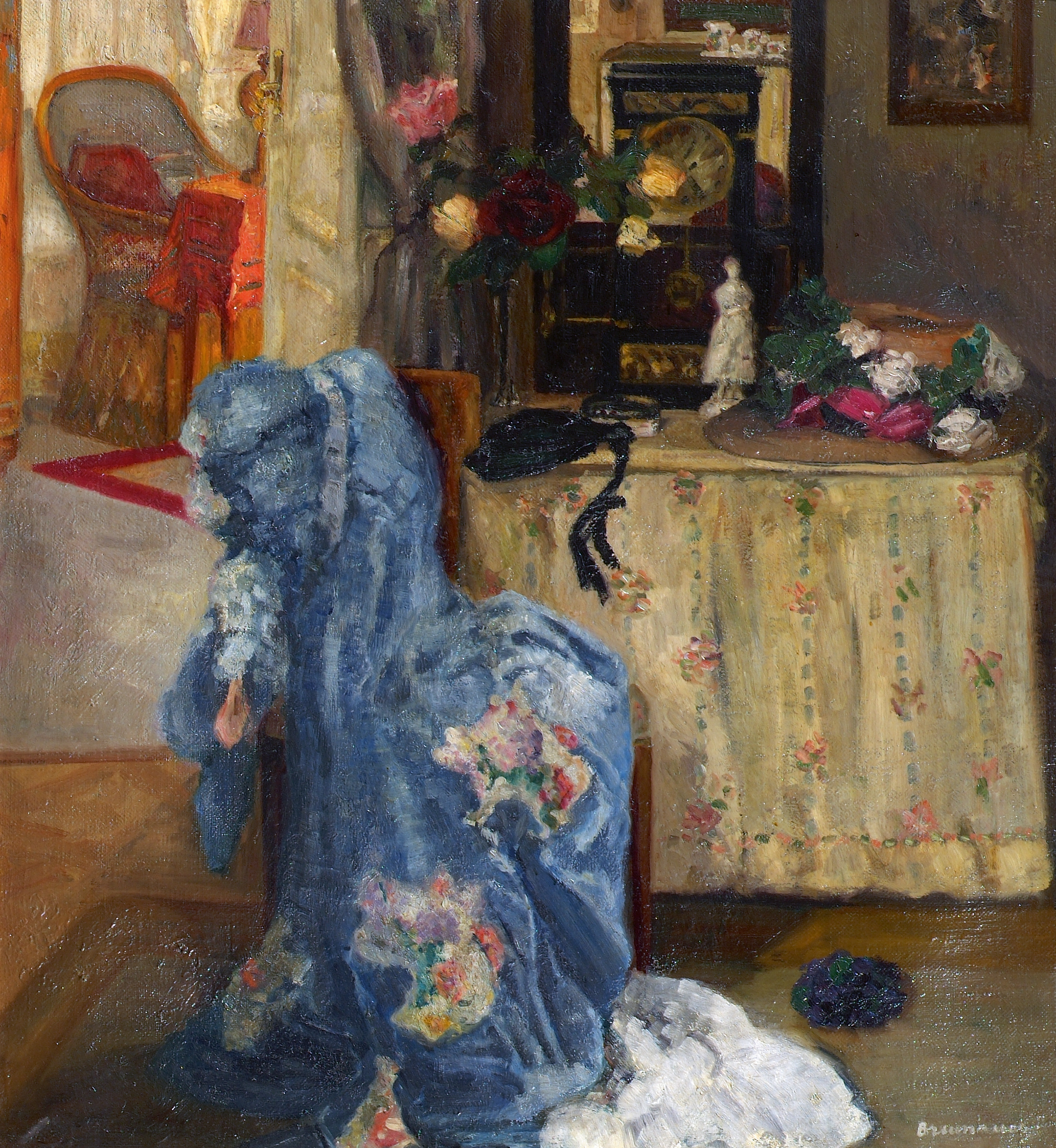
Ölbild Interieur von Otto Bruenauer, um 1908, Österreichische Galerie Belvedere

Otto Bruenauer (* 12. August 1877 in Wien; † 20. Juli 1912 ebenda) war ein österreichischer Maler.

## Leben
Otto Bruenauer besuchte vier Gymnasialklassen und absolvierte die Wiener Handelsschule. Gegen den Wunsch seines Vaters, der für ihn eine Anstellung in seinem kaufmännischen Geschäft vorgesehen hatte, bewarb er sich an der Akademie der bildenden Künste Wien. Dort studierte er von 1900 bis 1903 bei Christian Griepenkerl und anschließend an der Akademie der Bildenden Künste München bei Heinrich Knirr.
Nach dem Studium wohnte Bruenauer weiterhin in München, war aber auch in der Wiener Kunstszene aktiv. 1906 zeigte er mit Erfolg sein Gemälde Dame in Rosa bei der Frühjahrsausstellung der Wiener Secession. Von 1907 bis 1910 war er Mitglied des Wiener Hagenbundes und nahm an dessen Ausstellungen teil. Danach gehörte er der Luitpold-Gruppe in München an und stellte mit der Münchener Secession aus.
Bruenauer malte hauptsächlich Stillleben und Interieurs mit und ohne Staffage in Öl. Seine Bilder wirken vor allem durch die Farbgebung, weniger durch die Zeichnung, die ihm nach Einschätzung von Hyacinth Holland Schwierigkeiten bereitete.
Bruenauer starb im Alter von 34 Jahren an einer Blinddarmentzündung.

## Werke (Auswahl)
- Dame in Rosa, ausgestellt bei der Frühjahrsausstellung der Wiener Secession 1906[4]
- Teetisch, Ölgemälde, ausgestellt bei der 23. Ausstellung des Hagenbunds 1907
- Interieur, um 1908, Öl auf Leinwand, 110,5 × 101 cm, signiert „BRUENAUER“, Österreichische Galerie Belvedere (1909 Ankauf Hagenbund)
- Stilleben (Rosen), Ölgemälde, ausgestellt bei der Weihnachtsausstellung des Hagenbunds 1909
- Im Wartezimmer (sitzende alte Frau), 1912, Öl auf Leinwand, 121 × 100 cm, ausgestellt bei der 41. Ausstellung der Wiener Secession 1912, Wien Museum[5]

## Ausstellungen (Auswahl)
- 1906, 1912: Wiener Secession, Wien
- 1907–1910: Hagenbund, Wien
- 1909, 1910, 1912: Münchener Secession, Königliches Kunstausstellungsgebäude am Königsplatz, München[6]